# МКС-32
МКС-32 — тридцять другий довготривалий екіпаж Міжнародної космічної станції. Його робота розпочалася 1 липня 2012 року з моменту відстиковки від МКС корабля Союз TMA-03M, який повернув на Землю попередній екіпаж МКС-31 Робота екіпажу закінчилася 16 вересня о 23:09 UTC (17 вересня о 02:09 к.ч.), в момент відстиковки корабля Союз ТМА-04М від станції.

## Екіпаж
| Посада        | З 1 липня 2012 року       | З 17 липня 2012 року      |
| ------------- | ------------------------- | ------------------------- |
| Командир      | Геннадій Падалка (4), РКА | Геннадій Падалка (4), РКА |
| Бортінженер 1 | Джозеф Акаба (2), НАСА    | Джозеф Акаба (2), НАСА    |
| Бортінженер 2 | Сергій Ревін (1), РКА     | Сергій Ревін (1), РКА     |
| Бортінженер 3 |                           | Суніта Вільямс (2), НАСА  |
| Бортінженер 4 |                           | Юрій Маленченко (5), РКА  |
| Бортінженер 5 |                           | Акіхіко Хосіде (2), JAXA  |

## Виходи у відкритий космос
20 серпня російські космонавти Геннадій Падалка і Юрій Маленченко виконали ряд робіт: перенесли вантажну стрілу зі стикувального відсіку «Пірс» на модуль «Заря», запустили супутник «Сфера», встановили додаткові протиметеоритні панелі на робочому відсіку службового модуля «Зірка», а також демонтували контейнер «Біоризик-МСН» з матеріалами, які допомагають вивчати тривалий вплив космічної радіації, та встановили підкоси виносного робочого місця на стикувальний відсік «Пірс». Загалом космонавти працювали поза межами станції біля шести годин..
30 серпня почали вихід астронавти Суніта Вільямс та японський астронавт Акіхіко Хосіде, яким на шість годин роботи було заплановано замінити несправне устаткування та підготувати МКС до прибуття російського модуля БЛМ, однак головна задача — заміна несправного блоку комутації головної шини енергетичної системи МКС MBSU-1 залишилась невиконана.
Через несправність блоку MBSU-1 на станції було обмежене електроспоживання. 5 вересня Суніта Вільямс та Акіхіко Хосіде здійснили повторний вихід, під час якого їм вдалося завершити ремонт. Крім того, астронавти замінили несправний блок підсвічування та панорамування CLPA — відеокамери на маніпуляторі «Canadarm2». Також Суніта Вільямс встановила новий рекорд серед жінок за загальним часом роботи у відкритому космосі — 44 години 2 хвилини.